# المتلازمة التحويلية الشمية
المتلازمة التحويلية الشمية هي اضطراب نفسي يعاني فيه المصاب من اعتقاد خاطئ مستمر وانشغال بفكرة أنه يصدر روائح جسدية غير طبيعية يعتقد المصاب أنها كريهة ومزعجة للآخرين. يفهم المصابون بهذه الحالة تصرفات الآخرين مثل الشمشمة أو لمس الأنف أو فتح النافذة خطأ على أنها ردة فعل على رائحة كريهة غير موجودة في الواقع ولا يمكن التقاطها من قبل الأشخاص الآخرين.
يترافق هذا الاضطراب عادة بالإحراج والخجل والقلق الشديد والسلوك المتجنب للآخرين والرهاب الاجتماعي والانعزال الاجتماعي.

## الأعراض والعلامات
قد تكون بداية المتلازمة التحويلية الشمية مفاجئة، وفي هذه الحالة تكون مسبوقة عادة بحدث مؤهب، أو قد تكون تدريجية.

### التذمر من الرائحة
الصفة المميزة لهذه المتلازمة هي الأفكار المفرطة المتعلقة بامتلاك رائحة (أو روائح) جسد كريهة يمكن للآخرين الإحساس بها. قد يذكر المصاب أن الرائحة تصدر من الأنف و/أو الفم (رائحة النفس الكريهة) أو من الشرج أو الأعضاء التناسلية أو من الجلد بشكل عام أو منطقة المغبن أو الإبطين أو القدمين تحديدًا. يمكن أن تتغير المصادر المفترضة لهذه الرائحة مع الوقت. يذكر بعض المصابين أيضًا أنهم غير متأكدين من مصدر الرائحة الكريهة، كما يقولون إنهم يشعرون بوجود هذه الرائحة بشكل مستمر طوال الوقت.
قد يذكر المصاب أن طبيعة الرائحة مشابهة لروائح منتجات الجسم الطبيعية مثل البراز أو غازات البطن أو البول أو العرق أو التقيؤ أو السائل المنوي أو المفرزات المهبلية؛ أو قد تكون رائحة غير طبيعية أو غير بشرية أو كيميائية مثل النشادر أو رائحة المنظفات أو البصل العفن أو القماش المحروق أو الشموع أو القمامة أو السمك المحروق أو الأدوية أو الجبن الفاسد. وهنا أيضًا قد تختلف طبيعة الرائحة التي يشعر بها المريض مع الوقت. يبدو أن رائحة النفس الكريهة هي الشكاية الأكثر شيوعًا لدى المصابين بالمتلازمة التحويلية التنفسية، إذ يشكو 75% من المصابين من هذه المشكلة لوحدها أو ضمن مزيج من الروائح الأخرى. تقع رائحة العرق في المرتبة الثانية بنسبة 60% من المصابين.
على الرغم من أن جميع المصابين بالمتلازمة التحويلية التنفسية يذكرون أنهم يصدرون رائحة كريهة، يذكر المصابون في بعض الحالات عدم قدرتهم على التقاط الرائحة بأنفسهم. في هذه الحالة، يظهر هذا الاعتقاد نتيجة التفسير الخاطئ لسلوك الأشخاص الآخرين أو بسبب الاعتقاد بوجود اضطراب مرضي يمنع المصاب من شم رائحة جسمه (غياب حاسة الشم). في الحالات التي يتمكن فيها المريض من شم الرائحة الكريهة غير الموجودة، تدخل هذه الحالات ضمن تصنيف الرائحة الشبحية (الهلوسة الشمية). يمكن اعتبار الهلوسة الشمية ناتجة عن تصديق وهم الرائحة، أو قد يصدق المصاب وهم الرائحة بسبب الهلوسة الشمية. في إحدى المراجعات البحثية، كان المصاب بالمتلازمة التحويلية الشمية مقتنعًا بشكل كلي بأنه قادر على التقاط الرائحة بنفسه في 22% من الحالات، في حين ذكر 19% من المصابين أنهم التقطوا الرائحة بشكل متقطع وفي أوقات متفرقة، وفي 59% ذكر المصابون عدم قدرتهم على إدراك الرائحة ذاتيًا.
يميز البعض بين شكلين من هذه المتلازمة هما النمط الوهمي والنمط غير الوهمي. في النمط الوهمي، هناك قناعة كاملة بأن الرائحة حقيقية. في النمط غير الوهمي، يتمتع المصاب ببعض الاستبصار تجاه الحالة، ويدرك أن الرائحة قد لا تكون حقيقية، وأن مستوى القلق الذي يعاني منه قد يكون مفرطًا وغير مبرر. يرى آخرون أن حالات المتلازمة التحويلية السمعية المسجلة تمثل طيفًا لمستويات مختلفة من الاستبصار. بما أن الاعتقاد الأصلي في هذه المتلازمة قد لا يصل إلى مستوى الوهم، يرى بعض الباحثين أن اعتبار هذه الحالة شكلًا من أشكال اضطرابات الوهم أمر غير مناسب وفق الدليل التشخيصي والإحصائي للاضطرابات النفسية. في إحدى المراجعات، كانت القناعات ثابتة في 57% من الحالات، وكان اعتقاد المريض راسخًا بشكل يمنع الآخرين من طمأنته وإقناعه بأن الرائحة غير موجودة. في 43% من الحالات، امتلك المصابون اعتقادًا لا يصل إلى درجة القناعة الكاملة، وكان من الممكن أن يتقبل كل مريض بدرجات مختلفة من الاقتناع أن الرائحة الكريهة غير موجودة.
يمكن أن يذكر المريض أعراضًا أخرى وقد يدعي أنها مرتبطة بسبب الرائحة، مثل سوء وظيفة المصرة الشرجية أو مرض جلدي أو «رحم مريض» أو اضطرابات هضمية أو مرض جهازي مجهول آخر. ذُكر أن الغسيل المفرط في المتلازمة التحويلية الشمية قد يؤدي إلى حدوث الأكزيما.